# 라용주
라영 주(태국어: ระยอง, [rā.jɔ̄ːŋ])는 태국의 주(짱왓)이다. 서쪽 시계 방향으로는 촌부리 주와 짠타부리 주와 이웃하며, 남쪽으로는 타이만이 있다.

## 역사
이곳 사람들은 아유타야 왕국이 무너진 후 딱신 대왕이 이곳으로 왔음을 여전히 기억한다. 이곳에 머문 짧은 기간 동안 왕은 해군을 건설하고, 찬타부리로 버마와 싸울 군대를 소집하러 갔다. 이곳 라용에는 토박이들이 딱신을 기려 만든 사당이 있다.

## 지리
북쪽은 구릉 능선이지만, 라영은 낮은 해안 평야 지대로 구성되어 있다. 유명한 관광목적지인 꺼 사멧이나 꺼 문 두 섬을 포함해 태국만에 있는 몇몇 섬들은 라영에 속해 있다.
반창(Ban Chang) 암프 지역에 라영 그린밸리나 세인트 앤드류스2000과 같은 고급 골프장이 라용에 있고, 남쪽으로 유명한 해변 관광지인 파타야와 농눗열대정원(빌리지) 등과 25분 정도 거리로 가까워 겨울 관광 목적지로도 인기가 있는 지역이다.

## 행정구역
라영 주는 8개의 암프로 세분된다. 이것들은 다시 58개의 하위 땀본과 388 무반 (행정 구역)으로 세분된다.
| 1. 므앙라용군 2. 반창군 3. 끌랭군 4. 왕찬군 | 1. 반카이군 2. 쁠루억댕군 3. 카오차마오군 4. 니콤파타나군 |